# Distrito de Khakrez
El Distrito de Khakrez está situado en la Provincia de Kandahar, Afganistán. Tiene fronteras con el Distrito de Ghorak al oeste; los Distritos de Maywand y Panjwai al Sur; los de Arghandab y Shah Wali Kot al Este y con el Distrito de Naish al Norte. La población es de 20.200 personas (2006). La capital del Distrito es Khakrez, localizada en la parte occidental del Distrito, a unas dos horas en coche desde Kandahar.
- Datos: Q2834522